# Tjörns geologi

Geologisk karta över ön Tjörn.

Tjörns geologi  består till merparten av skiffrig till migmatitiserad gråvacka med ett band i nordost-sydvästlig riktning av granit som en ryggrad genom ön (se kartan till höger). Gråvackan bildades för 1765–1600 miljoner år sedan i det som då var botten på en djuphavsgrav och under de miljoner år som gått har berggrunden ovanpå eroderats bort och blottar nu det som en gång låg tusentals meter ner i berggrunden. Graniten bildades senare, för drygt 1570 miljoner år sedan.

## Tjörns vanligaste bergarter

### Gråvacka
Gråvacka är en sedimentär bergart med varierande kornstorlekar, vilket skvallrar om dess utspring som leriga-sandiga-grusiga sediment (så kallade turbiditer) som avsattes från slamflöden. Det som är unikt med gråvacka är just att den kan ha många olika former, allt från närmast skifferliknande struktur med tydlig lagring, till gnejsliknande där materialet bildar sliror, ända till migmatiserad gråvacka som är ytterst heterogen till sin struktur (se: migmatit). På kartan till höger markeras gråvackan som ”Migmatit, glimmergnejs”.
Stora delar av Tjörn täcks av gråvacka som tillhör Stora Le-Marstrandformationen. Den bildades för 1765–1600 miljoner år sedan när en öbåge pressades in mot det som nu är Sverige från väster. I djuphavsgraven som bildades mellan det som nu är Sverige och den kontinent (dagens Nordamerika) som pressades ditåt avsattes sediment genom att grus och sten från kontinentalsockeln kanade ner till djuphavsgravens botten. 

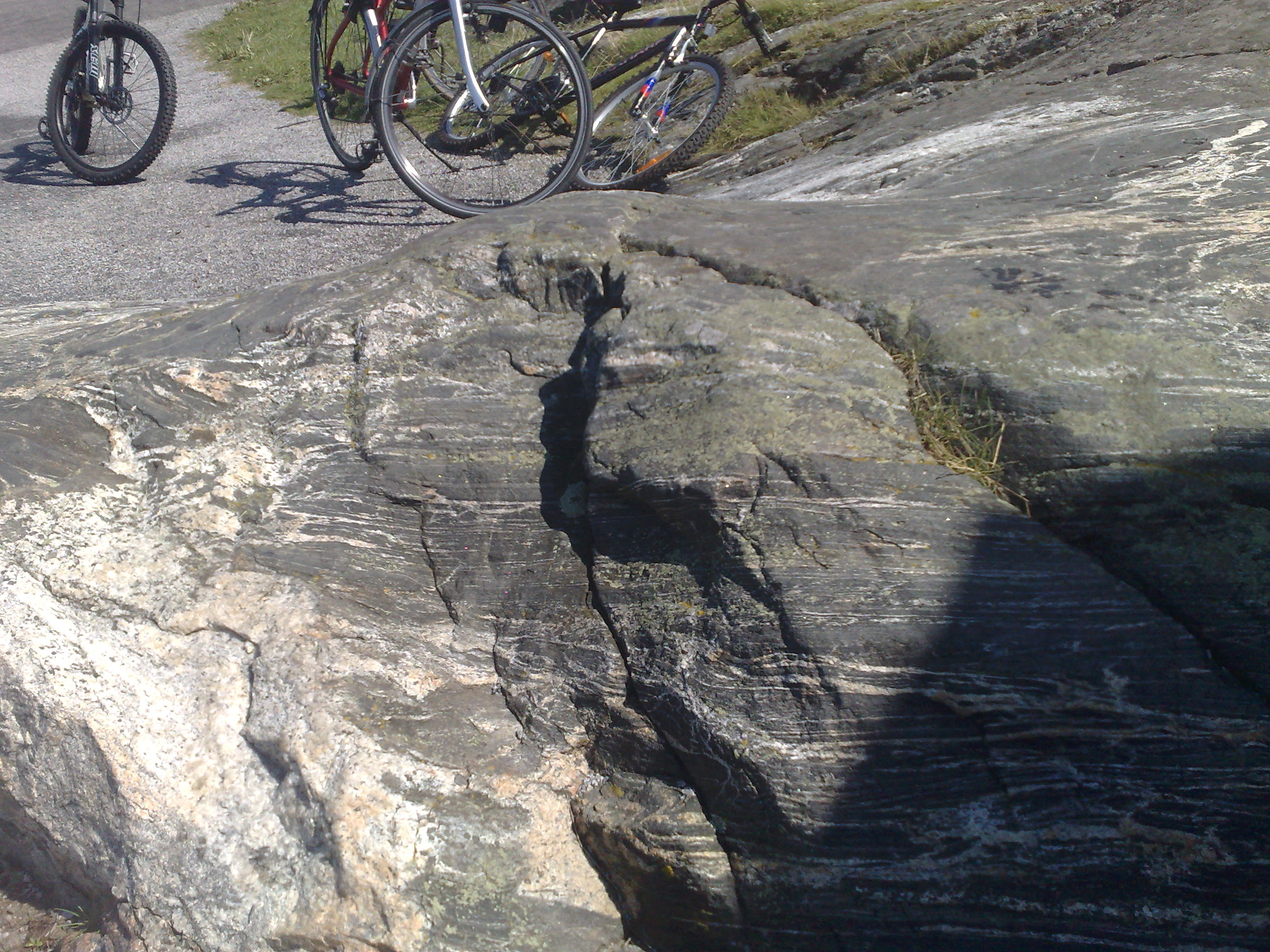
Migmatiserad gråvacka, norra Tjörn.

Den gråvacka man hittar i Stora Le-Marstrandformationen har skapats på liknande sätt som gråvackan som utgör Skelleftefältet för 1900 miljoner år sedan. Den gråvacka man har i Skelleftefältet är mycket mineralrik och några av Sveriges värdefullaste gruvor finns i området. Gråvackan i Stora Le–Marstrandformationen innehåller i princip enbart järnmalm och inte i så stora koncentrationer att det kan anses brytvärt. I andra delar av världen har däremot ett flertal guld- och silvergruvor hittats i liknande gråvackefält.

### Tonalit[3]
Tonalit är en magmatisk bergart. Tonaliten på Tjörn uppstod också för drygt 1600 miljoner år sedan. Den skiljer sig från granit genom sin höga aluminiumhalt (normalt mer än 15 % Al2O3).  Tonaliten på Tjörn, vilken liknar ljusgrå Stockholmsgranit, finns spridd på ett flertal olika platser på ön. Det är i realiteten en variant av tonalit som kallas trondhjemit. Vid Wallhamn finns den i sådan mäktighet att den anses brytvärd och ett stenbrott finns på platsen.

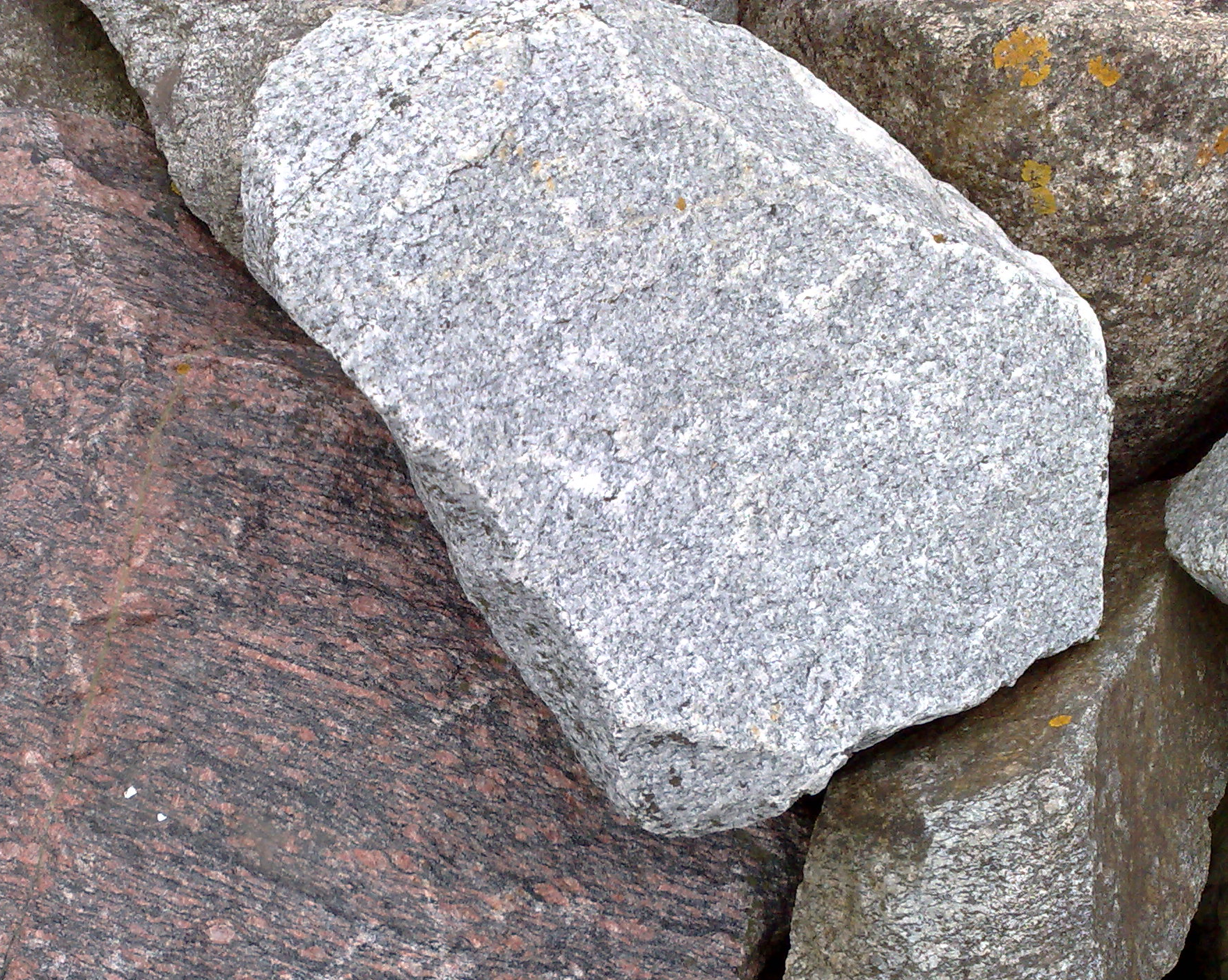
Tonalit/trondhjemit ovanpå röd granit, Tjörn.

### Granit[4]
För drygt 1570 miljoner år sedan bildades den granit som är ryggraden genom Tjörn. Den är vanligtvis ”ögonförande”, det vill säga kalifältspaten har kristalliserats långsamt och bildar större kristaller, så kallade ”ögon” i graniten. En nackdel med graniten är att den ger ifrån sig en tämligen hög gammastrålning. Den skall inte blandas samman med Bohusgraniten som bildades norr om Tjörn för drygt 920 miljoner år sedan. I kontaktzonerna mellan ögongraniten och gråvackan förekommer ett flertal partier med pegmatit.

### Amfibolit
Amfibolit är en metamorf mafisk bergart. På Tjörn hittas områdena med amfibolit främst i samband med tonalit-granitzonerna. Åldern är troligen runt 1600 miljoner år.